# Neufchâtel (formatge)
El Neufchâtel és un formatge de pasta tova amb pell florida francès elaborat amb llet de vaca al país de Bray (a la regió de l'Alta Normandia) i més concretament de la zona de Neufchâtel-en-Bray (134 municipis). Es beneficia d'una appellation d'origine contrôlée des de 1969. La forma emblemàtica del Neufchâtel és de cor, però la DO autoritza altres formes, com el brique, quadrat, amb triple cor...
La raça de les vaces i l'alimentació és important, pasturen 6 mesos per any i l'elaboració dels formatges es defineix pel decret de l'AOC.
Es tracta d'un formatge làctic a base de llet de vaca, amb pela florida i pasta tova, afinat 10 dies i d'un pes de 100 a 600 gr, segons el format.
El període de degustació òptim s'allarga de l'abril a l'agost, després d'un afinament de 8 a 10 setmanes, però també és excel·lent del març al novembre.

## Història
El Neufchâtel és un formatge antic, sense dubte dels més antics dels formatges normands. Possiblement ja s'elaborava el segle vi i la primera dada documental és de 1050. Durant la Guerra dels Cent Anys, durant les festes de cap d'any, la llegenda diu que les noies joves oferien als soldats anglesos formatges amb forma de cor per testimoniar-los el seu amor. Al segle xvii es va portar a París, Rouen i la Gran Bretanya. Però és a partir de 1880 que la història s'accelera, ja que un granger, Isidore Lefebvre, va construir una formatgeria a Nesle-Hodeng on moldejava i afinava el mató produït per les granges dels voltants. Entre els distribuidors amb què comptava hi havia els magatzems Harrods de Londres.
El 1949 es va atorgar un segell de qualitat al formatge, però foren anul·lats el 1953. Per tal de protegir l'especificitat del formatge, el comitè agrícola del districte de Neufchâtel va crear el 1957 un segell de qualitat. Aquest mateix sindicat va obtenir el 1969 l'appellation d'origine contrôlée.
Les formatgeries locals, al seu torn, com la d'Isidore Lefebvre i Lhernault, van ser absobides per grans grups lleters. El 2006, la producció comptava amb 23 granges lleteres, 4 productors (SARL Lévêque, SARL Alleaume, J.-Y. Anselin i SARL Villiers) i 2 transformadors lleters (Les Cateliers, La Fromagerie du Pays de Bray), que transformen la llet en producte en 30 explotacions.

## Presentació
El Neufchâtel es presenta en 6 formes diferents:
- quadrat (100 gr)
- briquette (100 gr)
- bonda (100 gr)
- cor (200 gr)
- doble blonda (200 gr)
- gran cor (600 gr)

## Producció
- 887 tones el 1998 (un 16,4% més des de 1996) de la qual un 81% en llet crua i un 67% a les granges.
- 1014 tones el 2003.
- 1526 tones comercialitzades el 2007, de les quals 82 tones exportades a Alemanya, Gran Bretanya, Bèlgica, Canadà, Japó, Suïssa, Xina, Països Baixos, Luxemburg i Estats Units